# ۱۵۵ (میلادی)
۱۵۵ (میلادی) صد و پنجاه و پنجمین سال تقویم میلادی است.

## رویدادها

### بر اساس مکان

#### امپراتوری روم
- امپراتور آنتونیوس پیوس جنگ تازه‌ای را علیه پارت‌ها، که توسط بلاش چهارم فرماندهی می‌شدند، آغاز کرد. این جنگ بسیار کوتاه بود و سرانجام بدون نتیجه ماند و به صلح انجامید.
- حکومت روم اعلام کرد با وجود اینکه یهودیت به عنوان یک دین رسمی مورد قبول نخواهد بود، با این حال باید مورد احترام عموم باشد.
- آنتونیوس پیوس برای برقراری دوباره صلح بین یهودیان و رومی‌ها، عمل ختنه را دوباره قانونی اعلام کرد.
- رومی‌های شروع به ترک دیوار هادریان کردند.

#### آسیا
- اولین سال دوران یونگ‌شو در دودمان هان کشور چین

### بر اساس موضوع

#### مذهب
- پاپ آنیستوس به عنوان یازدهمین پاپ، جانشین پاپ پیوس یکم شد.
- اسقف‌های مسیحی بر سر تاریخ عید پاک دچار اختلاف نظر بودند.

## زادگان
- دیون کاسیوس، تاریخ‌نگار رومی (مرگ حدود سال ۲۳۵ میلادی)
- کائو کائو، فرمانده جنگی دودمان هان (مرگ در سال ۲۲۰ میلادی)
- سون جیان، فرمانده جنگی دودمان هان (مرگ در سال ۱۹۱ میلادی)

## درگذشتگان
- پاپ پیوس یکم
- پولیکارپ مقدس اهل سمورنا (زادروز ۶۹ پس از میلاد)

‎